# 霍巴特灣 (阿拉斯加州)
霍巴特灣（英語：Hobart Bay）是位於美國阿拉斯加州彼得斯堡自治市鎮的一個非建制地區和人口普查指定地區。根據2010年美國人口普查，該地共人口1人，而該地的面積約為336.20平方千米。

## 地理
霍巴特灣的座標為57°27′11″N 133°23′36″W / 57.45306°N 133.39333°W，而該地的平均海拔高度為361米（即1184英尺）。